# Schwartz (studio)
Schwartz – polskie studio projektowe, założone w Warszawie, zajmujące się kreacją animacji, grafiką, i produkcją muzyczną. 

## Charakterystyka
Od 2000 do 2005 wyprodukowało większość animacji i muzyki stanowiącej identyfikacje dla Telewizji Polskiej SA. Projektowało także na potrzebę programów dla TVN, Polsatu, TVS, Telewizji Puls, niemieckiej ZDF, ARD czy brytyjskiego Channel 4 i BBC. Oprócz animacji i udźwiękowiania Schwartz Studio jest autorem wielu znanych i rozpoznawanych logotypów a także grafik.
Zakończyło swoją działalność w 2009.

## Nagrody i wyróżnienia
- 2000 NIPTEL -wydarzenie medialne 2000 – oprawa graficzna TVP2
- 2001 3 miejsce dla najlepszej oprawy TV – Animago Award Monachium
- 2004 1 miejsce dla najlepszej oprawy TV – Animago Award Monachium
- 2004 Złote Orły – za kreacje dla TVP1
- 2005 Kreatura – za wizerunek stacji TVP1
- 2005 Złote Orły – Wyróżnienie za animacje dla TVP
- 2006 EBU Connect – Best OnAir Design